# William Douglas (seigneur de Douglas)
Pour les articles homonymes, voir William Douglas.
William (IV), seigneur de Douglas (mort en 1333) est un jeune noble écossais, mort prématurément, il est le fils de  Sir James Douglas né d'une mère non identifiée. On ne connait que peu d'information sur sa vie, après la mort de son père en Espagne en  1330, il demeure sous la tutelle d' Sir Archibald Douglas.
Il y a des relevés de transactions qui apparaissent dans les comptes de l'échiquier du Chambellan d'Écosse de 1331 et se réfèrent à  Willelmus dominus de Duglas. Ils comprennent également une réclamation émanant des moines du prieuré de  Coldingham à David II contre le Seigneur de Douglas et son oncle Sir Archibald, au sujet d'un certain domaine et manoir à Swinton dans le Berwickshire. Dans laquelle les moines protestent du fait que le domaine a été donné au père de Lord Douglas, Sir James, illégalement et au préjudice du prieuré de Coldingham.
William de Douglas accompagne son oncle qui a été  nommé Gardien du Royaume lors de la  Bataille de Halidon Hill. Et c'est là qu'avec son oncle, six autres comtes, des chevaliers du comté et leur suivants, il est tué. Il meurt célibataire et encore mineur 
. Le titre et les privilèges de la seigneurie de Douglas sont transférés à son autre oncle, Hugh the Dull (c'est-à-dire le Terne), un chanoine du chapitre de la cathédrale de Glasgow et  pasteur de Roxburgh qui à son tour transmet le patrimoine des Douglas au cousin germain et homonyme de William;  William Douglas de Lothian qui sera le 1er comte de Douglas.
En 1778, lors de fouilles dans l' Auld Kirk de North Berwick en découvre la matrice du sceau William, seigneur de  Douglas.Sur l'empreinte de ce sceau on peut voir la première représentation du cœur de Bruce dans les armoiries des Douglas, et que ce dernier
symbole avait été repris immédiatement après la mort de Sir James Douglas.